# Стретинка (Новосибирская область)
Стре́тинка — село в Баганском районе Новосибирской области. Входит в состав Баганского сельсовета.

## География
Площадь села — 37 гектаров.

## История
Основано в 1908 году. В 1928 году посёлок Сретенский состоял из 84 хозяйства, основное население — украинцы. Являлся центром Сретенского сельсовета Андреевского района Славгородского округа Сибирского края.

## Население
| 1976 | 1995 | 2002 | 2007 | 2010 |
| ---- | ---- | ---- | ---- | ---- |
| 265  | ↘244 | ↘191 | ↘182 | ↘181 |

## Инфраструктура
В селе по данным на 2006 год функционируют 1 учреждение здравоохранения, 1 образовательное учреждение.